# Yvonne Denier
Yvonne Denier (*1976) is deeltijds docent ethiek aan het Interfacultair Centrum voor Biomedische Ethiek en Recht van de Katholieke Universiteit Leuven en stafmedewerker voor bio-ethiek bij Zorgnet-Icuro.
Denier studeerde filosofie en toegepaste ethiek aan de KU Leuven. In 2005 doctoreerde ze in de filosofie rond rechtvaardige gezondheidszorg waarin ze de ethische theorie besprak van John Rawls, Norman Daniels, Harry Frankfurt, Thomas Scanlon, Martha Nussbaum en Ronald Dworkin. Ze deed onderzoek aan het Internationales Zentrum für Ethik in den Wissenschaften in Tübingen en aan het Hastings Center in New York. Van 2014 tot 2018 zetelde ze in het Belgisch Raadgevend Comité voor Bio-ethiek..